# Suphanburi FC
Suphanburi Football Club (Thais: สโมสรฟุตบอลจังหวัดสุพรรณบุรี ) is een voetbalclub in de Thaise plaats Suphanburi. De club speelt in de Thai League 2. 

## ex-bekende speler
- Sylvano Comvalius
- Oege-Sietse van Lingen